# Basananthe kisimbae
Basananthe kisimbae là một loài thực vật có hoa trong họ Lạc tiên. Loài này được Malaisse & Bamps mô tả khoa học đầu tiên năm 2005.